# غرنيون
غرنون أو غَرَنْيُون هي بلدة تقع على طريق شنت ياقب في منطقة الحكم الذاتي الريوخة في شمال إسبانيا.